# Anlage 4101, Mast 93

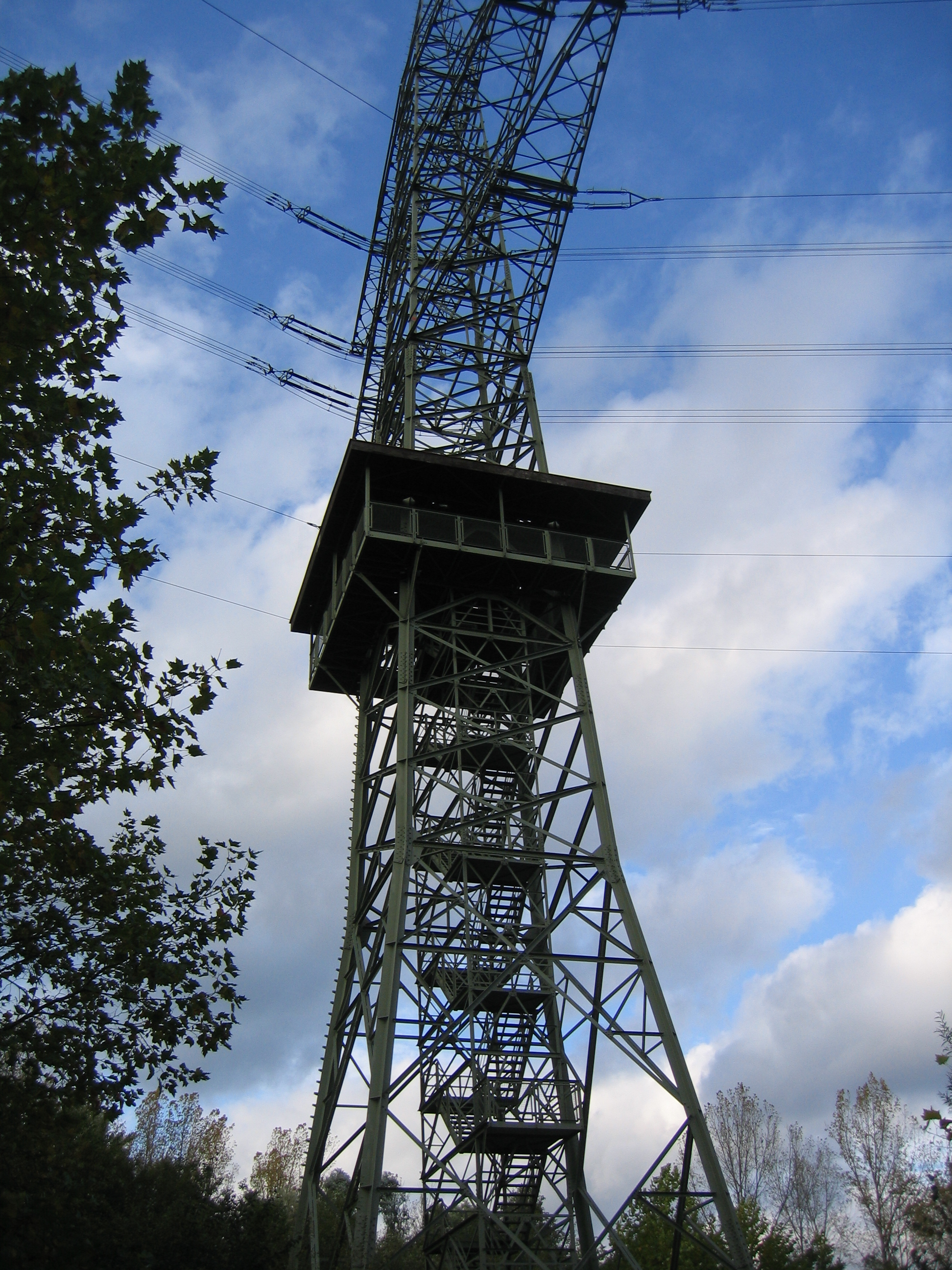
Mast 93 van Anlage 4101 met uitkijkplatform in 2005

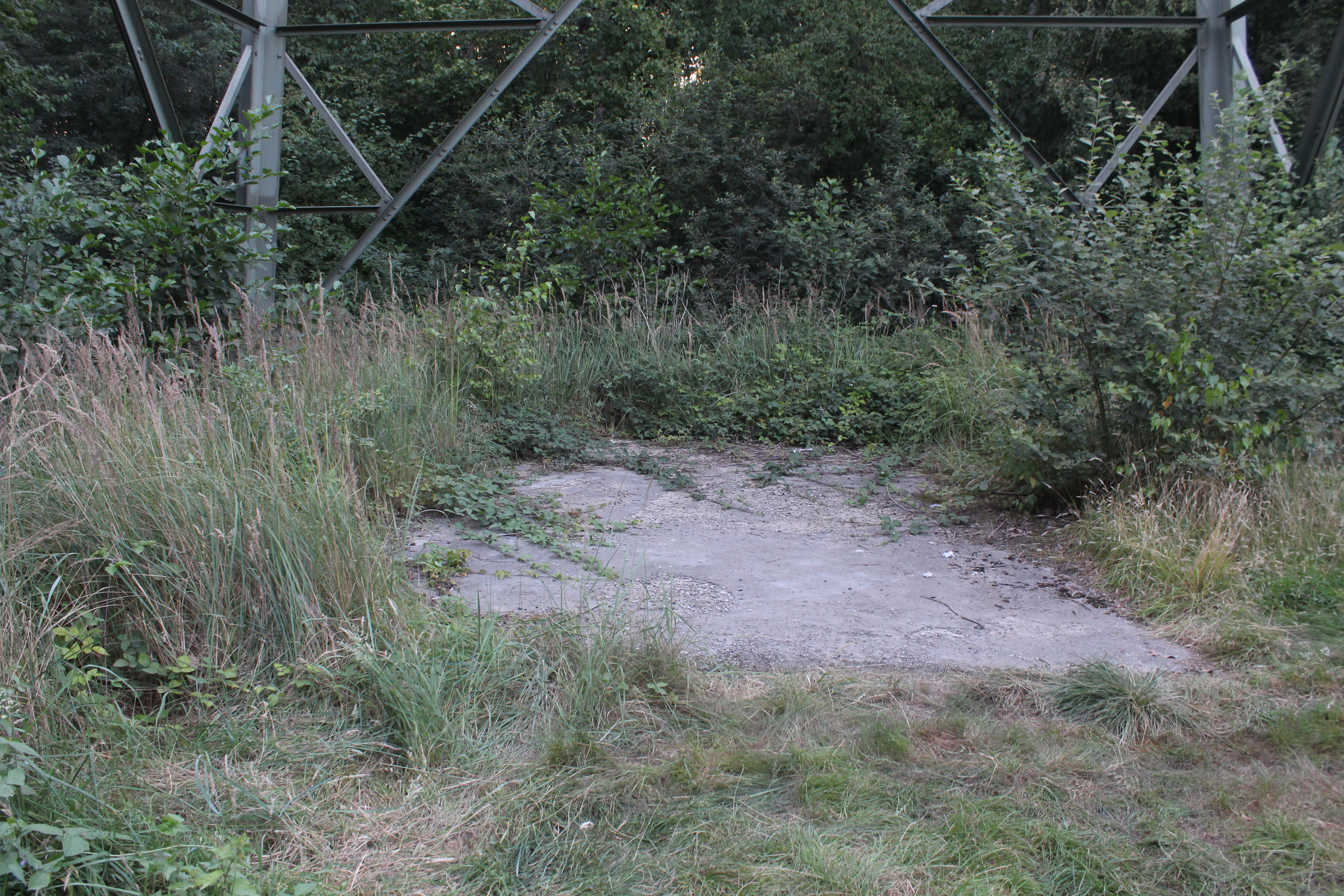
Betonnen plaat tussen de mastvoeten, waarop ooit de steiger met de trap naar het uitkijkplatform stond

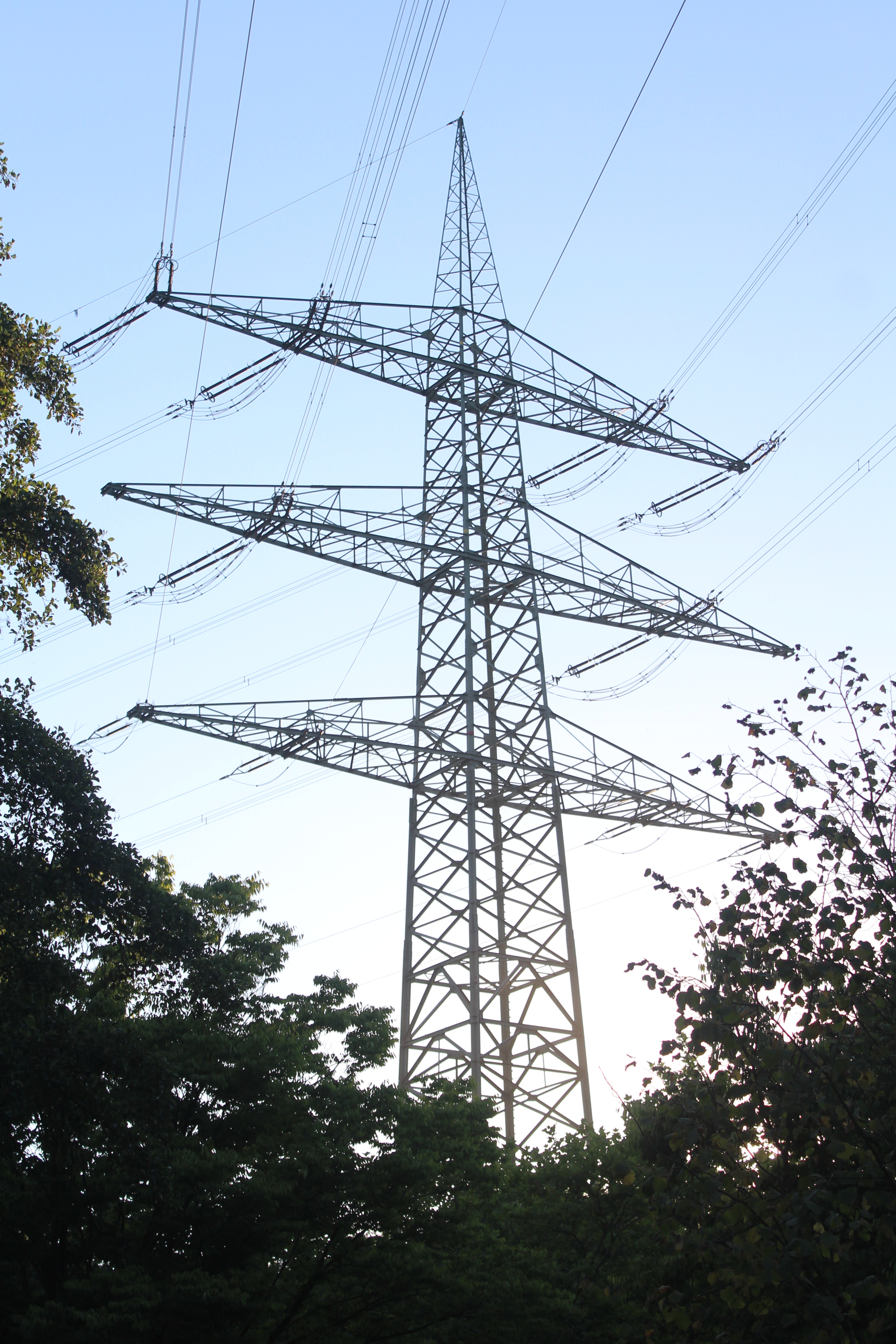
Top van de mast 93 van het systeem 4101 met een vakwerkconstructie in de vorm van een omgekeerde V in het mastlichaam. Het uitkijkplatform was op dit punt

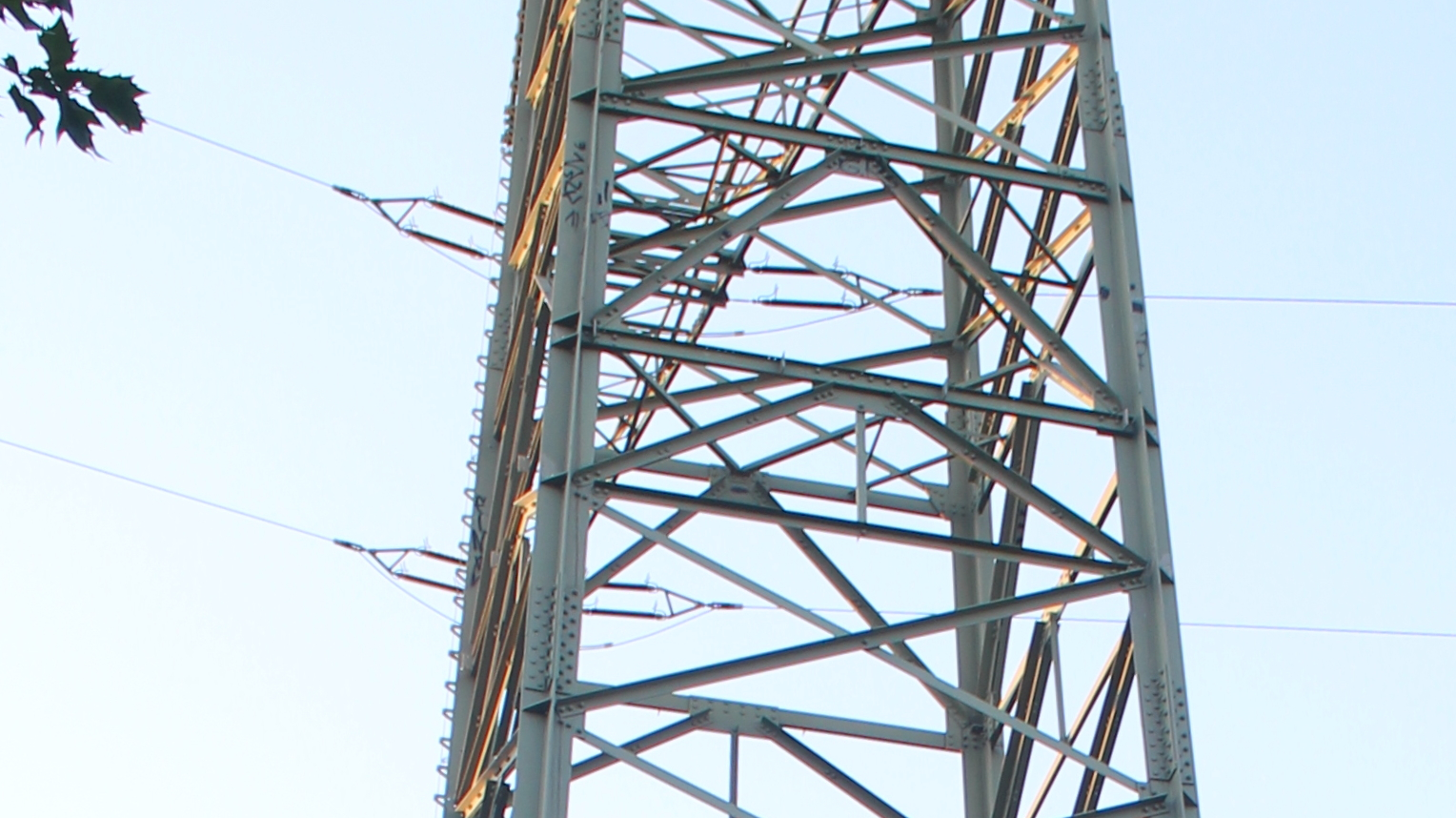
Gebied van de mast waar ooit het overdekte uitkijkplatform stond. Je kunt duidelijk wat graffiti zien in dit gebied

Mast 93 op de bovenleiding Anlage 4101 is een 74,84 meter hoge scheermast ten noorden van Bleibtreusee, die in 1975 door de RWE is gebouwd voor vier 380kV-circuits. Sinds de bouw zijn er twee 380kV-circuits aangelegd, die van het Oberzier-station naar het Sechtem-substation leiden, en sinds 2002 de twee circuits voor de tractiestroomverbinding Keulen-Sindorf op de laagste traverse.
In 1977 werd op 27 meter hoogte in de mast een via trappen bereikbaar overdekt uitkijkplatform geïnstalleerd en voor het publiek geopend. Het is wellicht het enige uitkijkplatform ter wereld dat ooit op een hoogspanningsmast werd geïnstalleerd. In 2010 is dit uitkijkplatform ontmanteld omdat er herhaaldelijk vandalisme optrad, waarbij zelfs de voor de stevigheid belangrijke schroeven werden verwijderd.
Tegenwoordig herinnert alleen een betonnen plaat tussen de mastvoeten en een vakwerkconstructie in de vorm van een omgekeerde "V" in het mastlichaam ter hoogte van het voormalige observatieplatform aan dit uitkijkplatform. Ook zie je wat graffiti op de stalen liggers ter hoogte van het voormalige uitkijkplatform.